# Трашіганг (дзонгхаг)

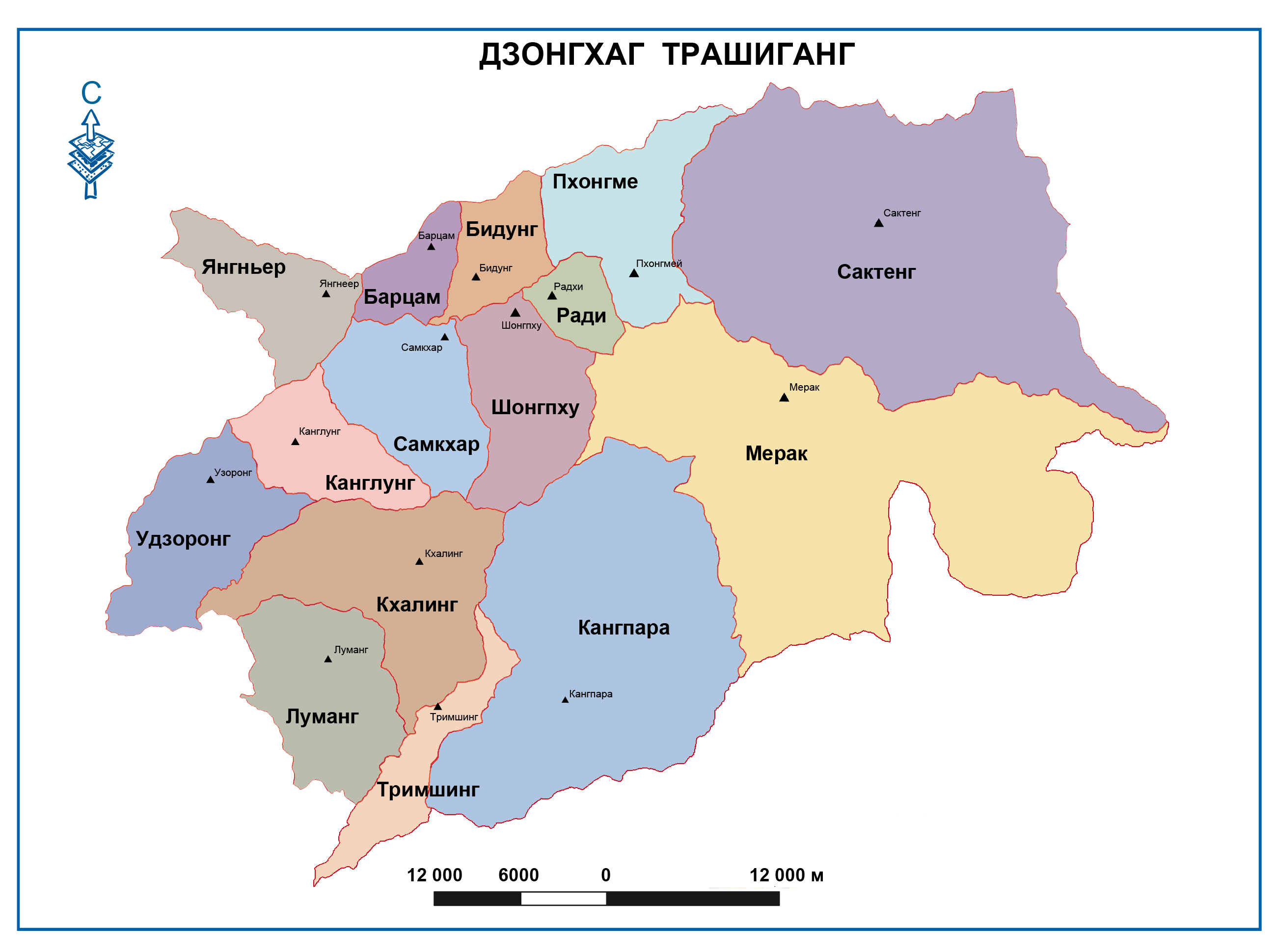
Гевоги дзонгхагу Трашіганг

Трашіганг (дзонґ-ке བཀྲ་ཤིས་སྒང་རྫོང་ཁག, Вайлі Bkra-shis-sgang rdzong-khag) — дзонгхаг у Бутані, відноситься до Східного дзонгдею. Адміністративний центр — Трашіганг.
На території дзонгхагу розташований заповідник Сактен.
У містечку Канглунг розташований коледж Шерубце та інститути Королівського університету Бутану.

## Транспорт
Неподалік від міста Канглунг побудований місцевий аеропорт Йонгпхулла. Також планується побудувати аеропорт Барцам.

## Визначні пам'ятки
- Трашіганг-дзонг, фортеця над містом Трашіганг, побудована в 1667 році, в якій розташована адміністрація і монастир, тут же проводяться фестивалі цечу.
- Гом-кора, малий монастир на північ від Трашіганга школи Ньїнґма, на місці медитації гуру Рінпоче, де залишився слід його тіла. Тут же проводяться фестивалі цечу.
- Великий монастир Рангджунг Йодсел Чолінг школи Ньїнґма біля міста Рангджунг на схід від Трашіганга[2].
- Монастир Пхонгме-гомпа далі на схід від Рангджунга, в якому встановлена велика статуя тисячерукого Авалокітешвари.
- Залізний міст Чазам, який побудував Тангтонг Г'ялпо, по ньому проходить шосе з Монгара в Трашіганг.

## Адміністративний поділ
До складу дзонгхагу входять 15 гевогів:
- Барцам
- Бідунг
- Канглунг
- Кангпара
- Кхалінг
- Луманг
- Мерак
- Пхонгме
- Раді
- Сактенг
- Самкхар
- Трімшінг
- Удзоронг
- Шонгпху
- Янгн'єр

Деякі гевоги об'єднані в три дунгхаги.

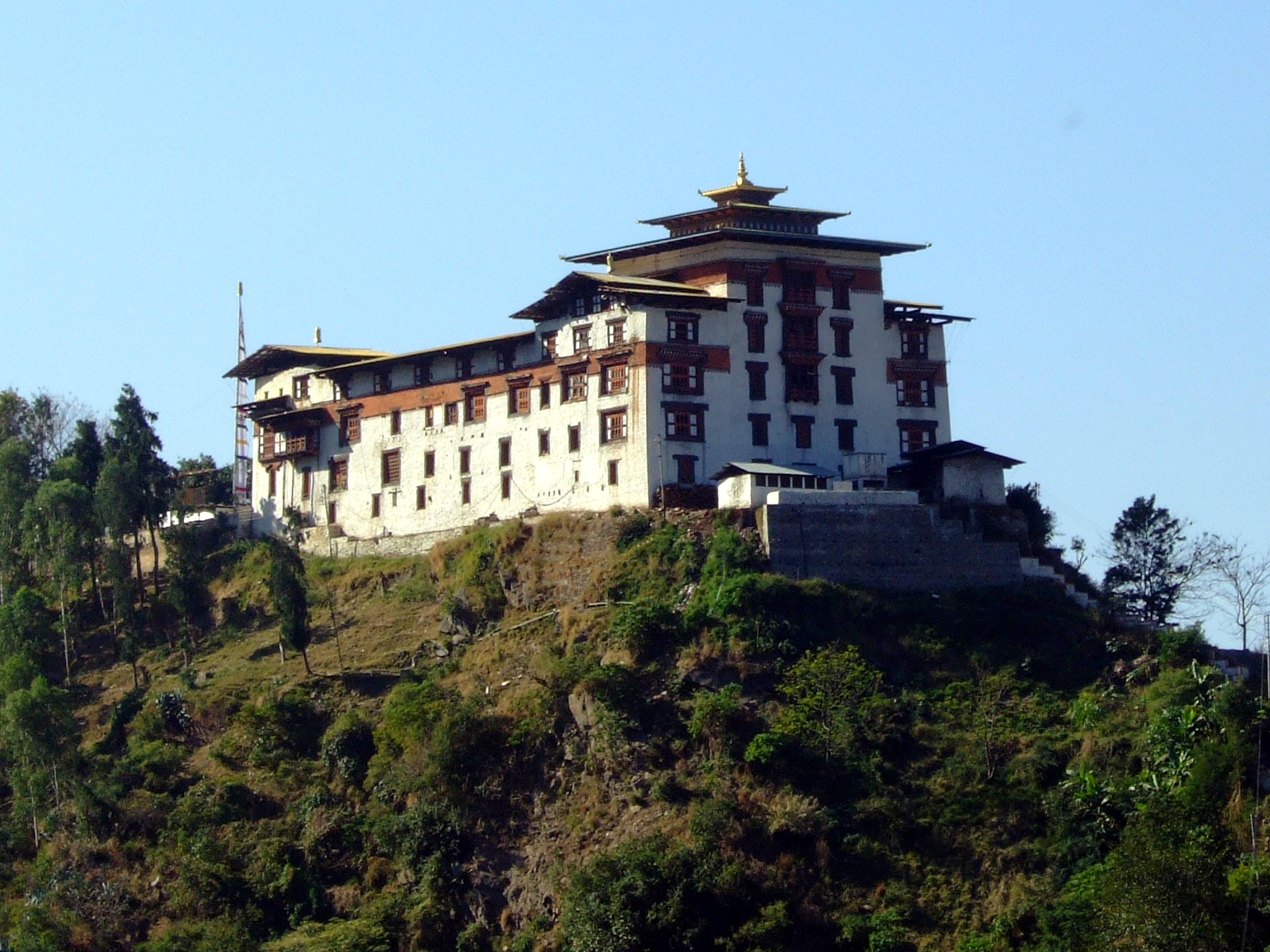
Трашіганг-дзонг в місті Трашіганг
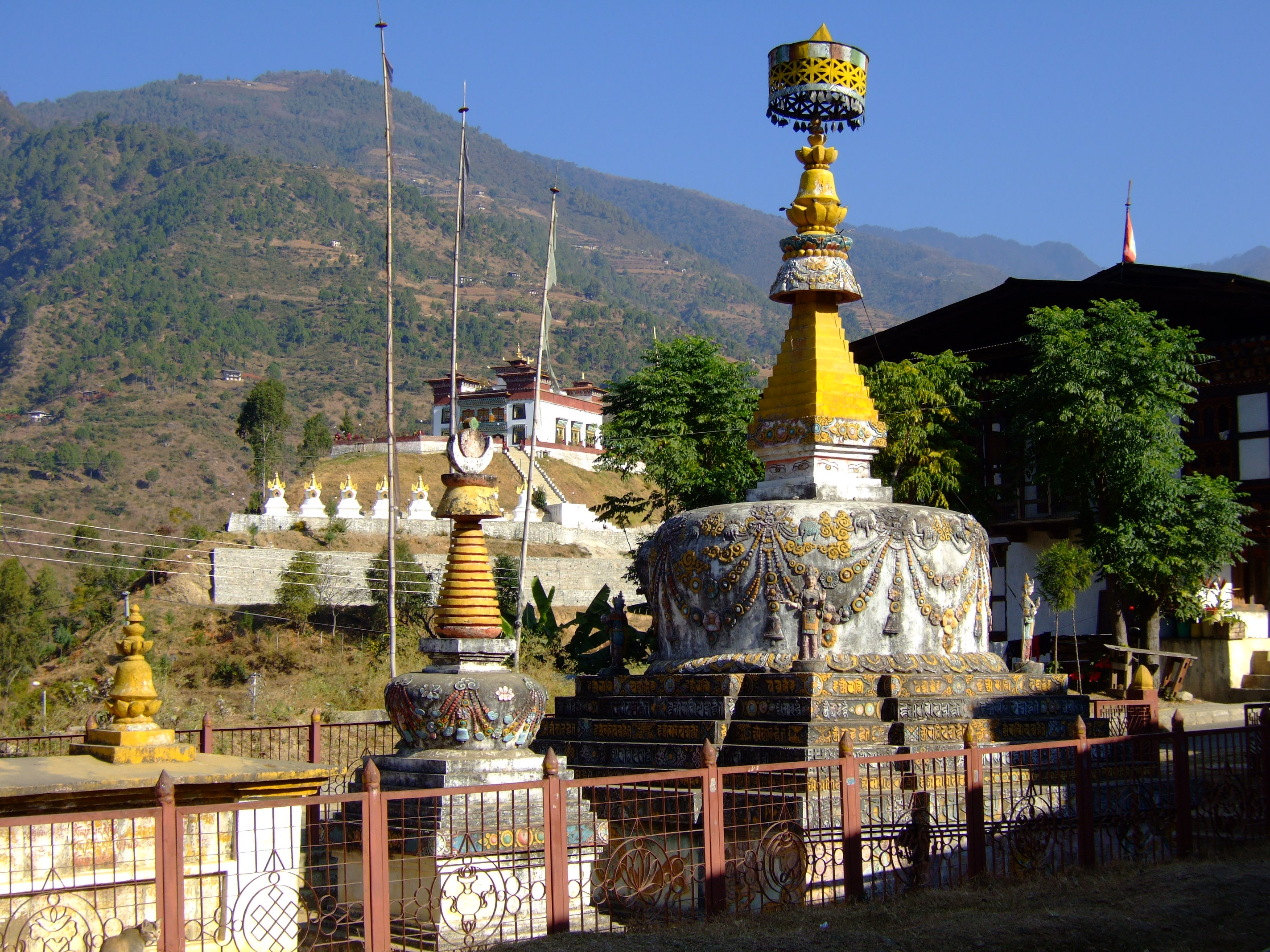
Ступи в Рангджунгу